# 南酒出駅
南酒出駅（みなみさかいでえき）は、茨城県那珂市南酒出字船岡久保にある、東日本旅客鉄道（JR東日本）水郡線（支線）の駅である。

## 歴史
- 1935年（昭和10年）9月1日：国有鉄道の常陸酒出駅（ひたちさかいでえき）として開業[2]。旅客のみ取扱い[3]。
- 1941年（昭和16年）8月10日：営業休止[2]。
- 1953年（昭和28年）2月1日：営業再開[2]。同時に南酒出駅に改称[2]。気動車の旅客のみを取り扱う駅員無配置駅[4]。
- 1987年（昭和62年）4月1日：国鉄分割民営化により、JR東日本の駅となる[2]。

## 駅構造
単式ホーム1面1線を有する地上駅である。上菅谷駅管理の無人駅で駅舎等はなく、ホームの常陸太田寄りに屋根のあるベンチのみが存在する。また列車の運行状況を周知する電光掲示板も設置されている。

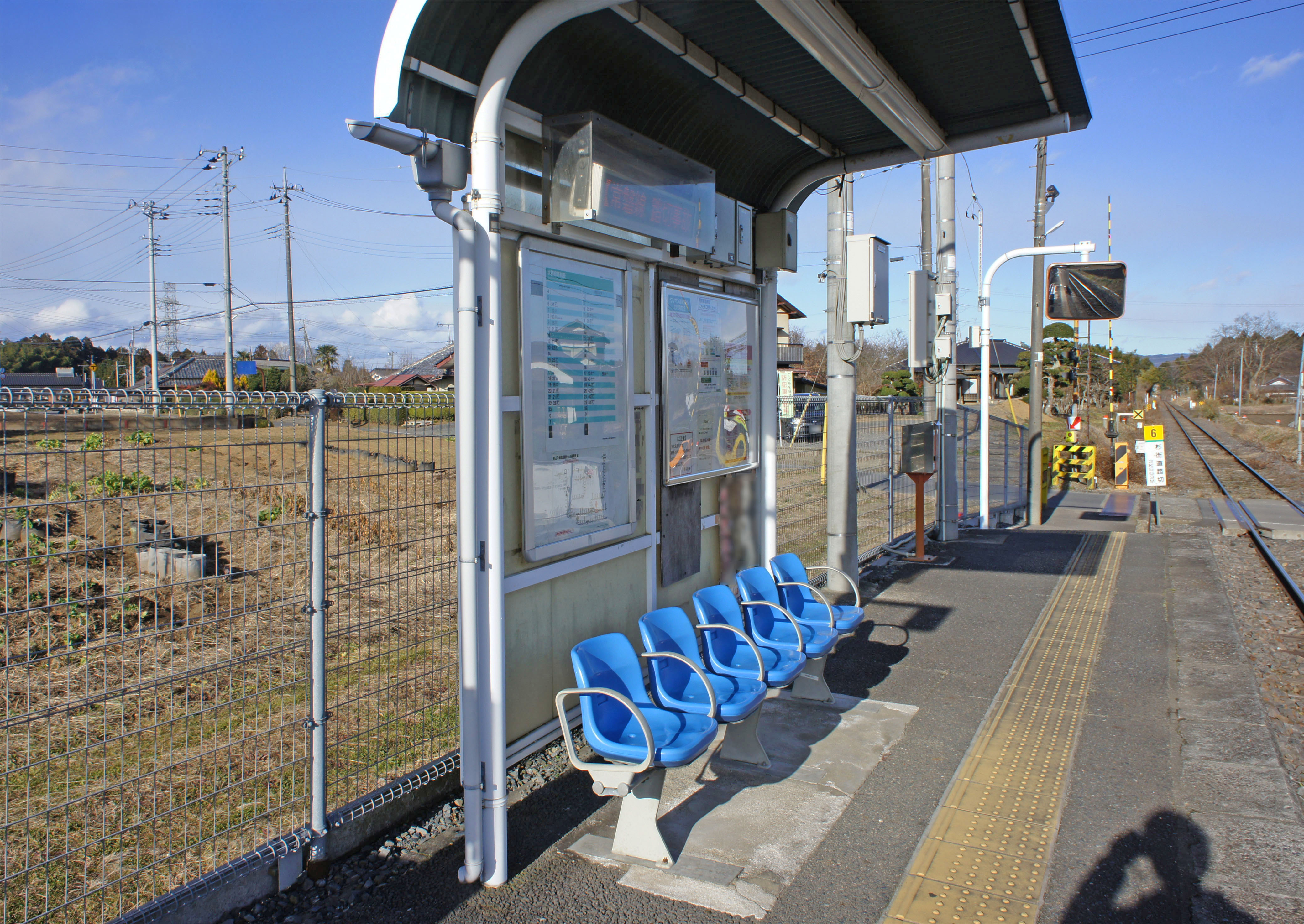
待合所（2021年12月）

## 駅周辺
- 国道349号
- 木内酒造酒出センター
- 南酒出城跡

## 隣の駅
東日本旅客鉄道（JR東日本）
■水郡線（支線）
上菅谷駅 - 南酒出駅 - 額田駅